# Zaječí ocásek
Zaječí ocásek neboli sametovka (Lagurus) je rod trav, tedy z čeledi lipnicovitých (Poaceae). Jedná se o monotypický rod, jediným známým druhem je zaječí ocásek vejčitý (Lagurus ovatus). Jedná se o jednoletou, trsnatou bylinu, která je hustě šedě pýřitá. Stébla dorůstají výšek zpravidla 4–50 cm. Čepele listů jsou ploché, dosahují šířky 0,5–10 mm, na vnější straně listu se při bázi čepele nachází jazýček. Květy jsou v kláscích, které tvoří latu, která silně stažená do vejčitého tvaru. Klásky jsou zboku smáčklé, jednokvěté. Na bázi klásku se nachází dvě plevy, které jsou téměř stejné, osinaté, na hřbetě vlnaté. Pluchy jsou osinaté, dvolaločné a laloky také osinatě zakončené, takže celkem jsou přítomny 3 osiny. Prostřední osina je kolénkatá, mnohem delší než plucha, boční osiny jsou kratší než prostřední. Plušky jsou dvoukýlné, bez osin. Plodem je obilka. Jediný druh je domácí ve Středomoří, zvláště na mořském pobřeží.

## Druhy rostoucí v Česku
V České republice není zaječí ocásek vejčitý (Lagurus ovatus) původní. Jedná se však o často pěstovanou okrasnou trávu, která občas zplaňuje.